# جمال نبی البلوشی
جمال نبی البلوشی (عربی: جمال النبى بخش البلوشي؛ زادهٔ ۲۲ دسامبر ۱۹۸۱) بازیکن فوتبال اهل عمان بود.
از باشگاه‌هایی که در آن بازی کرده‌است می‌توان به اشاره کرد.
وی همچنین در تیم ملی فوتبال عمان بازی کرده‌است.